# Juice (песня)
«Juice» — песня американской хип-хоп-исполнительницы Лиззо, выпущенная 4 января 2019 года лейблом Atlantic Records в качестве первого сингла с третьего студийного альбома Cuz I Love You. Авторами являются сама исполнительница, Тэрон Томас, Сэм Самсэр, Шон Смолл и Рики Рид, который также является продюсером трека совместно с Нэйтом Мёкьюро. В музыкальном плане песня относится к жанрам ретро-фанка, хип-хопа и фанк-попа; текст песни раскрывает тему любви к себе и воспевает чувство собственного достоинства.
Композиция получила положительные отклики музыкальных критиков, некоторые из них посчитали её лучшей в карьере певицы. С коммерческой стороны песне удалось войти в американские чарты R&B, а также в двадцатку лучших композиций Шотландии. Музыкальный видеоклип был представлен в день выпуска сингла и содержит отсылки к поп-культуре 1980-х. С целью рекламы сингла Лиззо выступила на нескольких телевизионных шоу, включая Шоу Эллен Дедженерес, The Today Show, Джимми Киммел в прямом эфире и The Tonight Show Starring Jimmy Fallon.
Композиция была включена в плей-лист американского сборника Now That’s What I Call Music! 71, выпущенного 2 августа 2019 года.

## Музыка и текст
«Juice» является «бодрой» песней продолжительностью 3 минуты 15 секунд, основанной в жанрах ретро-фанка, хип-хопа и фанк-попа. Исполнение Лиззо было описано как «остроумное» и «полное огня». Песня содержит «восхитительно возмутительные» строки, такие как «Я буду капать так много соуса / Что стану с**, похожей на Рагу»; текст песни раскрывает тему любви к себе и воспевает чувство собственного достоинства.

## Отзывы критиков
Лолли Кинг из журнала Bustle писала, что песня «гарантированно даст необходимый прирост уверенности в тот момент, когда вы чувствуете себя подавленно». Кристиан Хоард, в статье для журнала Rolling Stone, похвалил песню и назвал её «лучшим синглом» в карьере певицы, а также «едва ли не совершенным самородком в жанре ретро-фанка, который можно прочувствовать находясь на зеркальном танцполе, как в 1982 году». Джошуа Боте, в отзыве для National Public Radio, заявил, что песня «продолжает победную серию певучих песен [Лиззо] в стиле тяжёлого фанк-рэпа». Майкл Роффман из американского музыкального сайта Consequence of Sound отметил, что песня «выступает в роли соблазнительного вечернего десерта и одновременно напоминает слушателю об одной из пыльных видеокассет с упражнениями по аэробике, которая затерялась в уголках дома».

## Концертные выступления
Лиззо пела «Juice» на нескольких телевизионных программах в прямом эфире, таких как: Шоу Эллен Дедженерес, The Today Show, Джимми Киммел в прямом эфире и The Tonight Show Starring Jimmy Fallon.

## Музыкальный видеоклип
Премьера первого музыкального видеоклипа, режиссёром которого является Куинн Уилсон, состоялась в день выхода сингла. Главная героиня показана во время тренировок, одетая в стиле 1980-х, в качестве приглашённой гостьи на ток-шоу, а также в образе продавца-консультанта в демонстрационном шоу для телемагазина. В клипе есть отсылки к рекламному ролику Soul Glo, показанному в фильме «Поездка в Америку», и к ASMR-видеоблогам Спирит Пэйтон. Тейлор Брайант из журнала Nylon назвал видео «таким же весёлым, как и песня».
Второй музыкальный видеоклип, созданный при участии выпускников шоу Королевские гонки Ру Пола, был показан 17 апреля 2019 года на YouTube канале WOWPresents. Видео было снято Питом Уильямсом.

## Список композиций
Сингл-версия
1. «Juice» — 3:15

Ремикс-версия
1. «Juice» (Breakbot Mix) — 2:52

## Творческая группа
Сведения взяты из стримингового сервиса Tidal.
- Лиззо — автор, вокал
- Терон Томас — автор, бэк-вокал
- Рики Рид — автор, продюсер, гитара, клавишные, программирование
- Сэм Самсэр — автор
- Шон Смолл — автор
- Нэйт Мёкьюро — дополнительный продюсер, гитара
- Аша Маура — бэк-вокал
- Куинн Уилсон — бэк-вокал
- Шелби Суэйн — бэк-вокал
- Джесси МакГинти — саксофон
- Лемар Гиллари — тромбон
- Майкл Кордоне — труба
- Виктор Индриззо — перкуссия
- Робин Флоран — сведе́ние
- Мэнни Маррокен — сведе́ние
- Скотт Десмарайс — сведе́ние
- Крис Герингер — мастеринг
- Этан Шумейкер — инженер звукозаписи
- Билл Малина — инженер звукозаписи
- Рубль Капур — ассистент инженера звукозаписи

## Чарты
| Чарт (2019)                                | Высшее место |
| ------------------------------------------ | ------------ |
| Бельгия/Фландрия (Ultratip Bubbling Under) | 5            |
| Бельгия/Валлония (Ultratip Bubbling Under) | 14           |
| Канада (Billboard CHR/Top 40)              | 36           |
| Хорватия (HRT)                             | 16           |
| Франция (SNEP)                             | 100          |
| Ирландия (IRMA)                            | 51           |
| Израиль (Media Forest)                     | 4            |
| Италия (FIMI)                              | 89           |
| Нидерланды (Dutch Top 40)                  | 34           |
| Нидерланды (Tipparade)                     | 25           |
| Шотландия (OCC Scotland)                   | 14           |
| Великобритания (OCC UK Singles)            | 38           |
| США (Billboard Hot 100)                    | 93           |
| США (Billboard Adult Pop Airplay)          | 37           |
| США (Billboard Dance Club Songs)           | 44           |
| США (Billboard Dance/Mix Show Airplay)     | 26           |
| США (Billboard Hot R&B/Hip-Hop Songs)      | 39           |
| США (Billboard Pop Airplay)                | 28           |
| США Rolling Stone Top 100                  | 79           |

## Сертификации
| Регион                                                                      | Сертификация  | Продажи   |
| --------------------------------------------------------------------------- | ------------- | --------- |
| Австралия (ARIA)                                                            | 5× Платиновый | 350 000   |
| Австрия (IFPI Austria)                                                      | Золотой       | 15 000    |
| Бразилия (ABPD)                                                             | 2× Платиновый | 80 000    |
| Канада (Music Canada)                                                       | Платиновый    | 80 000    |
| Дания (IFPI Danmark)                                                        | Золотой       | 45 000    |
| Франция (SNEP)                                                              | Платиновый    | 200 000   |
| Италия (FIMI)                                                               | Золотой       | 25 000    |
| Польша (ZPAV)                                                               | Золотой       | 25 000    |
| Португалия (AFP)                                                            | Золотой       | 5000      |
| Великобритания (BPI)                                                        | Платиновый    | 600 000   |
| США (RIAA)                                                                  | 2× Платиновый | 2 000 000 |
| Данные о продажах + прослушиваниях приведены только на основе сертификации. |               |           |

## Хронология выпуска
| Страна | Дата           | Версия | Формат                                                    |
| ------ | -------------- | ------ | --------------------------------------------------------- |
| Мир    | 4 января 2019  | Сингл  | Цифровой контент                                          |
| Мир    | 4 января 2019  | Сингл  | YouTube (Видеоклип)                                       |
| США    | 2 апреля 2019  | Сингл  | Contemporary hit radio                                    |
| США    | 8 апреля 2019  | Сингл  | Hot adult contemporary radio                              |
| Мир    | 17 апреля 2019 | Сингл  | YouTube (Видеоклип при участии RuPaul’s Drag Race Queens) |
| Мир    | 10 мая 2019    | Ремикс | Цифровой контент                                          |